# Винтик и Шпунтик — весёлые мастера
«Винтик и Шпунтик — весёлые мастера» — советский рисованный мультипликационный фильм 1960 года, по мотивам книги Николая Носова «Приключения Незнайки и его друзей».

## Сюжет
На экране появляется книга, где Тюбик рисует механиков Винтика и Шпунтика, а Незнайка обводит мелом и их, и словосочетание «Весёлые мастера», после чего открывает обложку. После титров показывается, как Тюбик поливает клубнику, Пончик и Сиропчик варят ягодный сироп, Торопыжка, доктор Пилюлькин и Ворчун собирают ягоды, а Знайка всё время что-то учит. Гусеницы едят клубнику, а щенок Булька крадётся по следам вредных насекомых вместе с охотником Пулькой.
По уборке помещения дежурят механики Винтик и Шпунтик. Они уже устали подметать пыль, поскольку та всё время лезла в нос и вызывала чиханье. Разумное решение Винтика — смастерить пылесос по приведённой схеме.
Ночью Пончик и Ворчун укладываются спать, Незнайка и Сиропчик дерутся, Тюбик рисует картину, а Знайка читает учебник. Появляется доктор Пилюлькин и укладывает всех спать. Не утихомирились только Незнайка, Сиропчик и Знайка, но доктор Пилюлькин прописывает первым двум (точнее Незнайке и Сиропчику) касторку, а последнего (точнее Знайку) отучивает читать лёжа в постели, после чего выключает свет. Самоуверенный Незнайка решает лечь спать в своей одежде.
Через некоторое время в комнату к коротышкам входят Винтик и Шпунтик со своим готовым пылесосом и решают очистить им всю пыль в спальне. Но двигатель пылесоса оказался настолько мощным, что Шпунтик засосал у Сиропчика носки и тапочки, у Знайки — очки и наручные часы, а календарь он избавил от 2 до 10 дня. Винтик решил почистить Знайкин пиджак, но засосал ручку и пуговицы. В пиджаке у Сиропчика Винтик засосал монеты, перочинный нож, пружину и рогатку. Более того, Винтик сломал диван и засосал другие вещи коротышек, включая шахматы. Шпунтик пытается выключить пылесос, но выключатель отказывает. Шпунтик не успевает дойти до розетки и попадает под струю воздуха, в результате чего теряет свой пиджак, джинсы и ботинки. Занавески, как привидение, «заходят» в пылесос. Винтик успевает дойти до розетки и выдернуть вилку, но сам тоже теряет свои вещи, после чего механики укладываются спать. Винтик решает в следующий раз поменять двигатель.
Утром Гусля трубит песню петуха, пробуждая коротышек. Те видят, что у них пропали некие вещи: у Ворчуна пропала рубашка, у Торопыжки — ботинок, у Знайки — очки и наручные часы, у Сиропчика и Тюбика — брюки, а у Пончика — пиджак. Сиропчик решает, что Незнайка «нарочно подшутил» над ними — только у него ничего не пропало. Незнайка объясняет это тем, что ему неохота было раздеваться, поэтому он спал в одежде. Доктор Пилюлькин обнаружил некую «машину» (никто не знает, что Винтик и Шпунтик смастерили пылесос), и все поняли, что это Винтик и Шпунтик переусердствовали. Те открывают пылесос и вынимают всё «содержимое». Коротышки отказываются от пылесоса, но механики их успокаивают, говоря, что во всём есть идея.
Через неделю Винтик и Шпунтик сделали уличный грузовик-пылесос, который перерабатывает растения. Так, например, Шпунтик переработал морковку для коротышек, а Винтик доставил её на самосвале. Из клубники Шпунтик делает варенья, а из одуванчиков — рубашки и брюки.
Но коротышкам мешают вредные насекомые — гусеницы, саранча и жуки-долгоносики. Они едят клубнику и пьют росу. Все принимают бой, но в итоге у Незнайки продырявилась шляпа. Все бегут к Шпунтику, и тот едет принимать бой. Рукопашный бой не удаётся — саранча почти проколола колесо у машины Шпунтика, и тогда он сметает вредителей ядовитым составом из пылесоса.
В конце мультфильма Шпунтик радостно говорит Винтику: «Вот чего можно добиться и от обыкновенного пылесоса, если проявить смекалку».

## Создатели
- Автор сценария — Николай Носов[1].
- Режиссёр — Пётр Носов[2].
- Художники-постановщики — Лидия Модель; Василий Рябчиков[3].
- Композитор — Михаил Меерович.
- Звукооператор — Георгий Мартынюк.
- Операторы — Нина Климова; Екатерина Ризо.
- Редактор — Аркадий Снесарев.
- Художники-мультипликаторы — Лидия Резцова; Игорь Подгорский; Фаина Епифанова; Владимир Арбеков; Елизавета Комова; Ольга Столбова; Иван Давыдов; Борис Чани; Татьяна Фёдорова; Иосиф Куроян; Александр Давыдов; Олег Чуркин.
- Ассистенты режиссёра — Е. Туранова; Т. Теплякова.
- Художники-декораторы — Ирина Светлица; Ирина Троянова[4].

## Роли озвучивали
- Юлия Юльская — Незнайка
- Мария Виноградова[5] — Пончик / Знайка / Ворчун
- Юрий Хржановский[6] — Булька
- Ирина Потоцкая — Винтик
- Галина Иванова[7] — Шпунтик
- Георгий Вицин — доктор Пилюлькин / Сиропчик / Торопыжка